# Copa Mundial de Béisbol Sub-12 de 2019
La Copa Mundial de Béisbol Sub-12 de 2019 fue la quinta edición de la competición de béisbol oficial para jugadores de 11 y 12 años, organizado por la Confederación Mundial de Béisbol y Sóftbol. Se disputó por quinta ocasión en la ciudad de Tainan (República de China) del 26 de julio al 4 de agosto de 2019. En la final, China Taipéi se proclamó campeón superando a Japón por marcador de 4-0.

## Participantes
Los siguientes 12 equipos calificaron para el torneo:
| Competición                                       | Sede           | Plazas | Clasificados                         |
| ------------------------------------------------- | -------------- | ------ | ------------------------------------ |
| Campeonato Europeo de Béisbol Sub-12 de 2016      | Budapest       | 2      | Italia República Checa               |
| Campeonato Asiático de Béisbol Sub-12 de 2018     | Taipéi         | 3      | China Taipéi Corea del Sur Japón     |
| Campeonato Panamericano de Béisbol Sub-12 de 2018 | Aguascalientes | 4      | Estados Unidos México Cuba Venezuela |
| Campeonato de Oceanía de Béisbol Sub-12 de 2018   | Lausana        | 1      | Australia                            |
| Ranking África                                    | Sudáfrica      | 1      | Sudáfrica                            |
| Comodín                                           | Lausana        | 1      | Fiyi                                 |
| TOTAL                                             | TOTAL          | 12     |                                      |

## Emparejamiento
La distribución de las selecciones fue presentada oficialmente el 11 de marzo.
| Grupo A          | Ranking | 2017 |                | Grupo B | Ranking | 2017 |
| ---------------- | ------- | ---- | -------------- | ------- | ------- | ---- |
| China Taipéi (L) | 4       | 2do  | Estados Unidos | 2       | 1ro     |      |
| Japón            | 1       | 4to  | México         | 6       | 3ro     |      |
| República Checa  | 18      | 8vo  | Corea del Sur  | 3       | 5to     |      |
| Sudáfrica        | 23      | 11vo | Australia      | 7       | 10mo    |      |
| Cuba             | 5       | NP   | Venezuela      | 9       | NP      |      |
| Fiji             | NR      | NP   | Italia         | 16      | NP      |      |

- Nota: NP=no participó

## Formato
Los 12 equipos clasificados fueron divididos en dos grupos de seis equipos cada uno. Se jugó con el sistema de todos contra todos.
Para la segunda ronda los tres mejores de cada grupo clasifican a la Súper ronda; y los tres peores clasifican a la Ronda de consolación. En esta fase, se arrastra los resultados obtenidos entre los tres equipos de cada grupo; y se pasan a disputar partidos contra los equipos del otro grupo, para completar cinco partidos.
Los dos primeros de la Súper ronda disputan la final, y los ubicados en el tercer y cuarto lugar, disputan el tercer lugar.

## Ronda de apertura
La programación de los partidos fue anunciada el 23 de mayo de 2017. Se disputarán entre el 28 de julio y el 1 de agosto.
- Los horarios corresponden al huso horario de Tainan (UTC +08:00)

### Grupo A
| Equipo          | G | P | Av    | Dif | CA | CP  |
| --------------- | - | - | ----- | --- | -- | --- |
| Japón           | 5 | 0 | 1.000 | -   | 79 | 4   |
| China Taipéi    | 4 | 1 | 0.800 | 1.0 | 75 | 9   |
| Cuba            | 3 | 2 | 0.600 | 2.0 | 47 | 11  |
| República Checa | 2 | 3 | 0.400 | 3.0 | 51 | 47  |
| Sudáfrica       | 1 | 4 | 0.200 | 4.0 | 32 | 70  |
| Fiyi            | 0 | 5 | 0.000 | 5.0 | 4  | 147 |

     – Clasificados a la Súper Ronda.

    – Clasificados a la Ronda de consolación.
| Fecha       | Juego | Hora  | Visitante       | Resultado | Local           |
| ----------- | ----- | ----- | --------------- | --------- | --------------- |
| 26 de julio | 2     | 10:00 | Japón           | 21-0      | República Checa |
| 26 de julio | 5     | 14:00 | Sudáfrica       | 28-2      | Fiyi            |
| 26 de julio | 6     | 18:30 | Cuba            | 2-4       | China Taipéi    |
| 27 de julio | 7     | 10:00 | República Checa | 30-1      | Fiyi            |
| 27 de julio | 10    | 14:00 | Cuba            | 0-6       | Japón           |
| 27 de julio | 12    | 18:30 | China Taipéi    | 19-0      | Sudáfrica       |
| 28 de julio | 13    | 10:00 | Fiyi            | 1-27      | Cuba            |
| 28 de julio | 15    | 14:00 | República Checa | 21-4      | Sudáfrica       |
| 28 de julio | 18    | 18ː30 | Japón           | 7-4       | China Taipéi    |
| 29 de julio | 20    | 10ː00 | Fiyi            | 0-30      | Japón           |
| 29 de julio | 23    | 14ː00 | Sudáfrica       | 0-13      | Cuba            |
| 29 de julio | 24    | 18ː30 | China Taipéi    | 16-0      | República Checa |
| 30 de julio | 28    | 14:00 | Sudáfrica       | 0-15      | Japón           |
| 30 de julio | 29    | 14:00 | República Checa | 0-5       | Cuba            |
| 30 de julio | 30    | 18:30 | Fiyi            | 0-32      | China Taipéi    |

### Grupo B
| Equipo         | G | P | Av    | Dif | CA | CP |
| -------------- | - | - | ----- | --- | -- | -- |
| Corea del Sur  | 4 | 1 | 0.800 | -   | 48 | 17 |
| México         | 4 | 1 | 0.800 | 0   | 34 | 16 |
| Venezuela      | 3 | 2 | 0.600 | 1   | 46 | 22 |
| Estados Unidos | 3 | 2 | 0.600 | 1   | 57 | 21 |
| Italia         | 1 | 4 | 0.200 | 3   | 7  | 59 |
| Australia      | 0 | 5 | 0.000 | 4   | 6  | 63 |

     – Clasificados a la Súper Ronda.

    – Clasificados a la Ronda de consolación.
| Fecha       | Juego | Hora  | Visitante      | Resultado | Local          |
| ----------- | ----- | ----- | -------------- | --------- | -------------- |
| 26 de julio | 1     | 10:00 | Italia         | 0-15      | Venezuela      |
| 26 de julio | 3     | 14:00 | Australia      | 0-10      | Estados Unidos |
| 26 de julio | 4     | 14:00 | México         | 0-7       | Corea del Sur  |
| 27 de julio | 8     | 10:00 | Corea del Sur  | 13-0      | Australia      |
| 27 de julio | 9     | 14:00 | Venezuela      | 7-6       | Estados Unidos |
| 27 de julio | 11    | 14:00 | Italia         | 0-1       | México         |
| 28 de julio | 14    | 10:00 | Venezuela      | 6-10      | México         |
| 31 de julio | 16    | 14:00 | Estados Unidos | 12-11     | Corea del Sur  |
| 28 de julio | 17    | 14:00 | Australia      | 4-6       | Italia         |
| 29 de julio | 19    | 10:00 | México         | 21-2      | Australia      |
| 29 de julio | 21    | 14:00 | Italia         | 1-28      | Estados Unidos |
| 29 de julio | 22    | 14:00 | Venezuela      | 5-6       | Corea del Sur  |
| 30 de julio | 25    | 10:00 | Australia      | 0-13      | Venezuela      |
| 30 de julio | 26    | 10:00 | Corea del Sur  | 11-0      | Italia         |
| 30 de julio | 27    | 14:00 | Estados Unidos | 1-2       | México         |

## Ronda de consolación
Se disputará del 1 al 3 de agosto.
| Equipo          | G | P | Av    | Dif |
| --------------- | - | - | ----- | --- |
| Estados Unidos  | 5 | 0 | 1.000 | -   |
| República Checa | 4 | 1 | 0.800 | 1.0 |
| Italia          | 3 | 2 | 0.600 | 2.0 |
| Australia       | 2 | 3 | 0.400 | 3.0 |
| Sudáfrica       | 1 | 4 | 0.200 | 4.0 |
| Fiyi            | 0 | 5 | 0.000 | 5.0 |

| Fecha       | Juego | Hora  | Visitante      | Resultado | Local           |
| ----------- | ----- | ----- | -------------- | --------- | --------------- |
| 1 de agosto | 34    | 10:00 | Australia      | 7-4       | Sudáfrica       |
| 1 de agosto | 35    | 14:00 | Italia         | 1-8       | República Checa |
| 1 de agosto | 36    | 14:00 | Fiyi           | 0-28      | Estados Unidos  |
| 2 de agosto | 40    | 10:00 | Italia         | 10-0      | Sudáfrica       |
| 3 de agosto | 41    | 12:00 | Estados Unidos | 15-0      | República Checa |
| 2 de agosto | 42    | 14:00 | Australia      | 15-0      | Fiyi            |
| 3 de agosto | 46    | 10:00 | Fiyi           | 1-16      | Italia          |
| 3 de agosto | 47    | 14:00 | Sudáfrica      | 0-18      | Estados Unidos  |
| 3 de agosto | 48    | 9:30  | Australia      | 2-9       | República Checa |

## Súper ronda
Se disputará del 1 al 3 de agosto.
- Posiciones actualizadas a 3 de agosto[5]

| Equipo        | G | P | Av    | Dif |
| ------------- | - | - | ----- | --- |
| Japón         | 4 | 1 | 0.800 | -   |
| China Taipéi  | 4 | 1 | 0.800 | -   |
| Cuba          | 3 | 2 | 0.600 | 1.0 |
| Corea del Sur | 2 | 3 | 0.400 | 2.0 |
| México        | 2 | 3 | 0.400 | 2.0 |
| Venezuela     | 0 | 5 | 0.000 | 5.0 |

     – Jugarán título Mundial.

     – Jugarán por el 3er Puesto.
| Fecha       | Juego | Hora  | Visitante     | Resultado | Local         |
| ----------- | ----- | ----- | ------------- | --------- | ------------- |
| 1 de agosto | 31    | 10:00 | Venezuela     | 1-4       | Japón         |
| 1 de agosto | 32    | 14:00 | Cuba          | 10-0      | México        |
| 1 de agosto | 33    | 18:30 | China Taipéi  | 9-3       | Corea del Sur |
| 2 de agosto | 37    | 10:00 | Venezuela     | 4-5       | Cuba          |
| 3 de agosto | 38    | 12:00 | Corea del Sur | 7-8       | Japón         |
| 2 de agosto | 39    | 20:00 | México        | 1-11      | China Taipéi  |
| 3 de agosto | 43    | 9:30  | Cuba          | 10-8      | Corea del Sur |
| 3 de agosto | 44    | 14:00 | México        | 8-3       | Japón         |
| 3 de agosto | 45    | 18:30 | Venezuela     | 6-14      | China Taipéi  |

- Los horarios corresponden al huso horario de Tainan (UTC +08:00)

## Tercer lugar

### Corea del Survs.Cuba
4 de agosto de 2019; Tainan, Taiwán.
| Corea del Sur                                         | 0 | 0 | 1 | 0 | 0 | 0 | 1 | 4 | 0 |
| Cuba                                                  | 2 | 0 | 0 | 0 | 0 | X | 2 | 1 | 2 |
| G: Prieto Alejandro; P: Lee Jaejun; SV: Sarduy Boris. |   |   |   |   |   |   |   |   |   |
| HR: Saez Christian (Cuba). ASIST: 250.                |   |   |   |   |   |   |   |   |   |

## Final

### China Taipéivs.Japón
4 de agosto de 2019; Tainan, Taiwán.
| China Taipéi                                    | 0 | 0 | 2 | 1 | 0 | 1 | 4 | 5 | 3 |
| Japón                                           | 0 | 0 | 0 | 0 | 0 | 0 | 0 | 4 | 1 |
| G: Chen Kai-Sheng; P: Aoki Sakuma; SV:.         |   |   |   |   |   |   |   |   |   |
| HR: Chen Kai-Sheng (China Taipéi). ASIST: 8123. |   |   |   |   |   |   |   |   |   |

## Posiciones finales
La tabla muestra la posición final de los equipos, y la cantidad de puntos que sumaran al ranking WBSC de béisbol masculino.
| Pos | Equipo          | Ranking |
| --- | --------------- | ------- |
|     | China Taipéi    | 345     |
|     | Japón           | 276     |
|     | Cuba            | 252     |
| 4   | Corea del Sur   | 228     |
| 5   | México          | 204     |
| 6   | Venezuela       | 180     |
| 7   | Estados Unidos  | 156     |
| 8   | República Checa | 132     |
| 9   | Italia          | 108     |
| 10  | Australia       | 84      |
| 11  | Sudáfrica       | 60      |
| 12  | Fiyi            | 30      |

## Premios individuales
Para los premios individuales solo se tuvieron en cuenta los juegos hasta la Súper Ronda del torneo, a cada uno se le entregó un trofeo por categoría.
| Categoría                       | Ganador           | Marca |
| ------------------------------- | ----------------- | ----- |
| Porcentaje                      | Kuwamoto Shinzuke | .692  |
| Carreras Producidas             | Huang Tien-Szu    | 21    |
| Carreras Anotadas               | Chiang Tsung-Chun | 15    |
| Home Runs                       | Leonel Domínguez  | 6     |
| Bases Robadas                   | Max Prejda        | 11    |
| Mejor Efectividad               | Brenden Lewis     | 0.55  |
| Mejor Relación Ganados-Perdidos | Johan Rodríguez   |       |
| Mejor Jugador defensivo         | Rui Akasawa       |       |
| MVP                             | Chen Kai-Sheng    |       |

## Equipo mundial
Para los jugadores solo se tuvieron en cuenta los juegos hasta la Súper Ronda del torneo, a cada uno se le entregó una placa.
| Categoría                 | Ganador           |
| ------------------------- | ----------------- |
| Mejor Lanzador abridor    | Chen Kai Sheng    |
| Mejor Lanzador relevista  | Aoki Sakuma       |
| Mejor Receptor            | Kuwamoto Shinzuke |
| Mejor 1° Base             | Christian Saez    |
| Mejor 2° Base             | Takahata Kazuki   |
| Mejor 3° Base             | Huang Tien-Szu    |
| Mejor Campo Corto         | Johan Rodríguez   |
| Mejor Jardinero Izquierdo | Chiang Tsung-Chun |
| Mejor Jardinero Central   | Alejandro Prieto  |
| Mejor Jardinero Derecho   | Lee Taeoh         |